# 無敵老夫子新傳
《無敵老夫子新傳：少林偵探社》是2005年3月1日在香港上映的真人版動作電影。根據漫畫版《老夫子》所改編，由林伟所執導，由羅家英、湯寶如、陳觀泰、林偉和史洪波等人主演。

## 外部連結
- 香港影庫上《無敵老夫子新傳》的資料（繁體中文）
- 时光网上《無敵老夫子新傳》的資料（简体中文）
- 豆瓣电影上《無敵老夫子新傳》的資料 （简体中文）